# ルフトハンザ航空181便ハイジャック事件
ルフトハンザ航空181便ハイジャック事件（ルフトハンザこうくう181びんハイジャックじけん）とは、1977年10月13日、西ドイツのルフトハンザ航空181便（ボーイング737-200型機）がパレスチナ解放人民戦線（PFLP）のメンバー4人により乗っ取られた事件。

## 概要
1977年10月13日、スペインのパルマ・デ・マヨルカ空港から西ドイツのフランクフルト空港に向かう予定だったルフトハンザ航空181便（ボーイング737-200型機）が、マヨルカ空港離陸後にドイツ赤軍（RAF）と共闘するパレスチナ解放人民戦線（PFLP）のメンバー4人（男女それぞれ2名ずつ）によりハイジャックされた。
ハイジャック後、181便は中東各地を転々とし、途中の南イエメン・アデンにおいて機長が殺害されるという悲劇の後、最終的にソマリアのモガディシュにあるモガディシュ国際空港に着陸していたが、そこにソマリア政府との交渉で投入の承認を受けた西ドイツ国境警備隊（当時。現連邦警察）の対テロ特殊部隊「GSG-9」が突入したことで解決された。本事件においてGSG-9は181便への突入僅か5分でハイジャック犯4人のうち3人を射殺・1人を逮捕して人質全員を救出、GSG-9隊員1名とスチュワーデス1名がそれぞれ軽傷を負っただけで事件を解決することに成功し、一躍その名を轟かせるとともに世界中の特殊部隊に影響を与えた。
なお、本事件はPFLPと共闘するドイツ赤軍（RAF）が起こした連続テロ事件「ドイツの秋」の一環を成す事件であり、直前にRAFがケルンで起こしたドイツ経営者連盟会長ハンス＝マルティン・シュライヤー（Hanns-Martin Schleyer）誘拐事件と密接に関係していた。

## ハイジャック

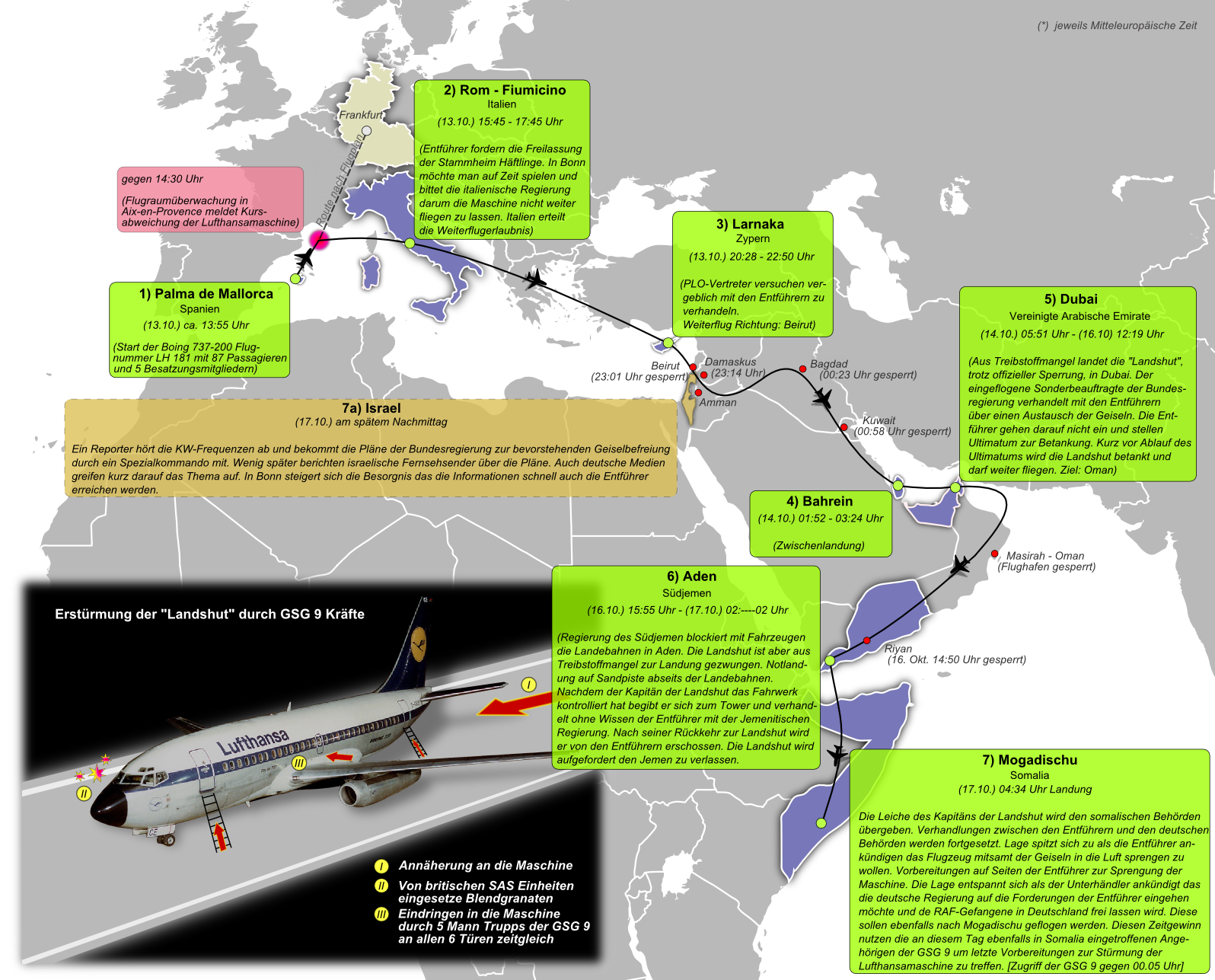
ハイジャック機の経路。1)パルマ・デ・マヨルカ→（ハイジャック）→2)ローマ→3)ラルナカ→4)バーレーン→5)ドバイ→6)アデン→7)モガディシュ

1977年10月13日、ルフトハンザ航空181便（ボーイング737-200型機、機体記号D-ABCE、「ランツフート号 Landshut」）はスペイン・マヨルカ島のパルマ・デ・マヨルカからフランクフルト・アム・マインへ、休暇帰りの乗客86人と乗員5人の計91人を乗せて離陸した。離陸後、カップル2組を装って搭乗していた「殉教者ハリメ部隊」（Martyr Halimeh）に属する男性2名、女性2名のパレスチナ人ゲリラ（リーダーは Zohair Youssif Akache、および Riza Abbasi、 Nadia Duaibes、 Souhaila Andrawes ）が旅客機をハイジャックした。男2人がコクピットを確保、マフムード（Captain Martyr Mahmud）の偽名を名乗るリーダーは銃器と爆発物を持っていると述べて燃料補給のためランツフート号の針路をローマへ変えさせた。 
ハイジャックを実行したのはパレスチナ解放人民戦線（PFLP）だが、その影にはドイツ赤軍（RAF）の存在があった。ドイツ赤軍（RAF）は、この一月前の9月に起こしたハンス＝マルティン・シュライヤー誘拐事件で、西ドイツ政府に対しシュライヤー解放と引き換えにシュトゥットガルトのシュタムハイム刑務所に収監されているRAFの第一世代に属する幹部ら11人の釈放を求めたが、西ドイツ政府はこれに応じなかった。焦るRAFは西ドイツ政府にさらなる圧力をかけるため、共闘しているPFLPと組んでこのハイジャック事件を起こしたのだった。
ハイジャック犯のリーダーは西ドイツ政府の全権特使で政治家のハンス＝ユルゲン・ヴィシュネヴスキー（Hans-Jürgen Wischnewski）に対し、RAFメンバー11人の釈放と現金1,500万米ドルを要求しながら、乗員乗客を人質にしてキプロスのラルナカ、バーレーン、ドバイと転々とした。しかしランツフート号はドバイに至るまでにも中東各国に着陸を拒まれ、ドバイから先はアラビア半島のどの空港からも着陸の許可は下りなかった。10月15日、ドバイで、ランツフート号機長のユルゲン・シューマン（Jürgen Schumann･ドイツ語版）はハイジャック犯の人数を外部へ交信して知らせることに成功するが、これによってリーダーから殺害の脅迫を受ける結果となる。
ランツフート号は同日ドバイを発ち、交渉にあたっていた西ドイツ政府当局はその行方を見失った。この間、ランツフート号はオマーンのサラーラに向かったが着陸を拒否され、南イエメンのアデンに針路を変更した。南イエメン政府も着陸を拒みアデン空港の主滑走路は車両で封鎖されていたが、ランツフート号の燃料は少なくなっていたため、シューマン機長は脇の砂地に強行着陸するしかなかった。無理な着陸によるランディング・ギアの損傷がないか調べるため、機長はハイジャック犯を説得して短時間機外に出る許可を与えられた。
しかし車輪の検査後も機長はすぐに機内に戻ろうとせず、ハイジャック犯が呼び戻そうと何度も叫んでも飛行機を爆破すると脅してもなかなか戻らなかった。すぐに戻らなかった理由は不明だが、いくつかの報告では、機長は南イエメンの当局者に機内に取り付けられたセムテックスの位置を通報し、南イエメンの当局者は機長に対して管制塔に留まるよう強要したとしている。シューマン機長が最終的に機内に戻りアデンを離陸すると、機長はハイジャック犯らに客席の人質たちの前へと連れ出された。機長は事態を説明しようとしたが、リーダーに頭を撃たれ殺された（37歳没）。
中東の酷暑のなかで長時間留まっていたため客室内は高温になり、人質たちの体力は限界に近付いていた。

## 救出作戦
アデンを発ったランツフート号は、10月17日の朝03時30分（UTC）、ソマリアのモガディシュにあるモガディシュ国際空港（現在のアデン・アッデ国際空港）に着陸した。機内で殺害されたシューマン機長の遺体は滑走路上に投げ捨てられ、RAFメンバーの釈放の最終期限は14時30分（UTC）とされた。機内ではハイジャック犯らが爆発物を確認し、乗客達に酒を飲ませて期限に備えていたが、西ドイツ当局から「一人を釈放しモガディシュに向かわせているので数時間待ってほしい」と聞かされたハイジャック犯達は、最終期限を翌10月18日00時30分（UTC）に延長した。

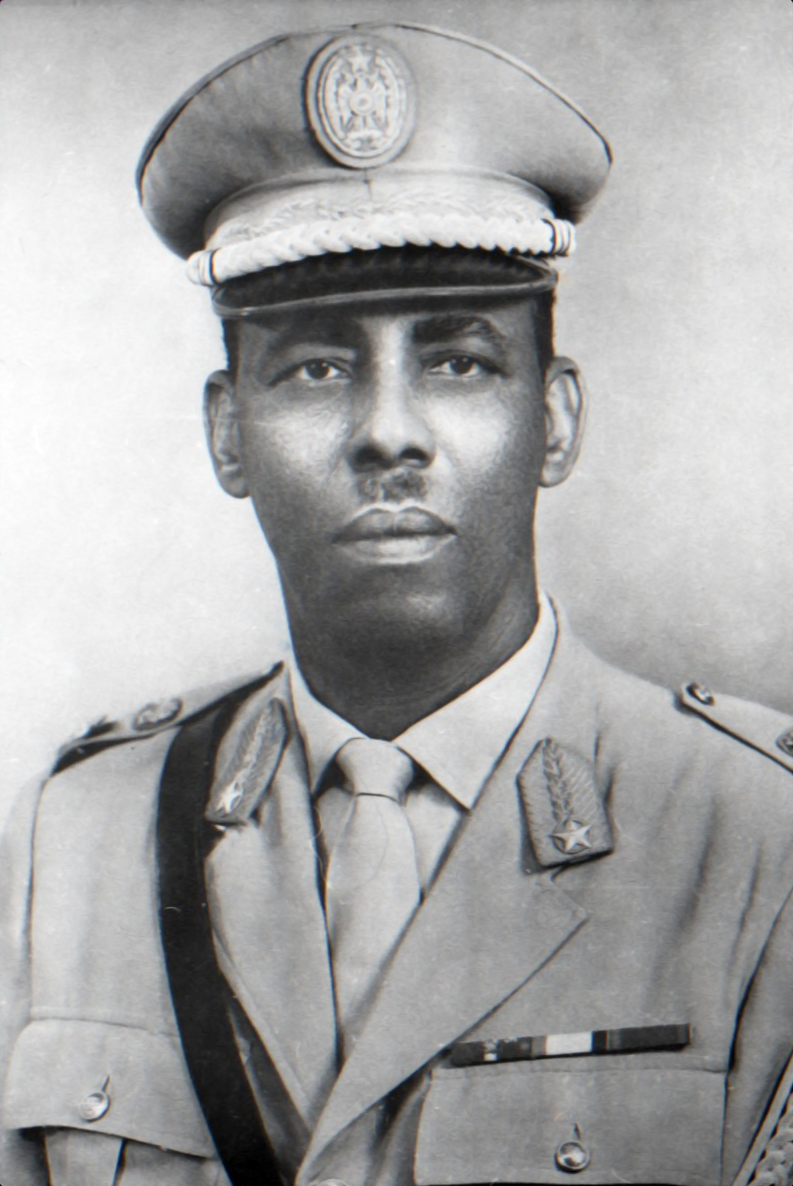
モハメド・シアド・バーレ大統領

しかし、ドイツ社会民主党のヘルムート・シュミット首相率いる西ドイツ政府は、過去にテロリストの要求に応じた時とは異なり、ハイジャック犯と交渉しつつもその要求に一切応じることはせず、実力による事態打開を模索していた。ミュンヘンオリンピック事件を機に創設された特殊部隊・GSG-9のコマンド部隊が、ランツフート号がキプロスにいた時点から、ヴィシュネヴスキー全権特使とともにランツフート号の行く先へと移動し待機していた。シュミット首相はソマリアのモハメド・シアド・バーレ大統領との政治交渉の結果、GSG-9を投入する承認を得た。バーレ大統領は、かつては社会主義者であったものの、ソビエト連邦をはじめとする東側諸国との対立の中で西側諸国への接近に転じていた。
GSG-9はソマリア軍とイギリス陸軍のSASの協力の下でマジック・ファイヤー救出作戦（"Operation Feuerzauber"）を開始した。この作戦の立案や特殊な機材の提供にはSASからの2名が関与したが、突入部隊はすべてGSG-9隊員で構成された。
期限切れ直前の10月17日23時05分（UTC、現地時間ではすでに10月18日未明）、ソマリア軍のレンジャー部隊隊員が空港を取り囲む中、SAS隊員2名が新型の閃光弾を爆発させて救出作戦は始まった。GSG9創設者のウルリッヒ・ヴェーゲナー大佐が隊長となり、H&K MP5（短機関銃）を装備したGSG-9隊員が胴体下と主翼上の非常脱出口から突入し、閃光弾でハイジャック犯の目をくらませ3人を射殺し、1人（女、Souhaila Andrawes）を逮捕し、人質の乗客達を機内から脱出させた。この突入での損害はGSG-9隊員1名とスチュワーデス1名が軽傷を負っただけであり、無事だった乗員乗客のほとんどは数時間後にフランクフルト行きの特別機に乗った。

## 事件後

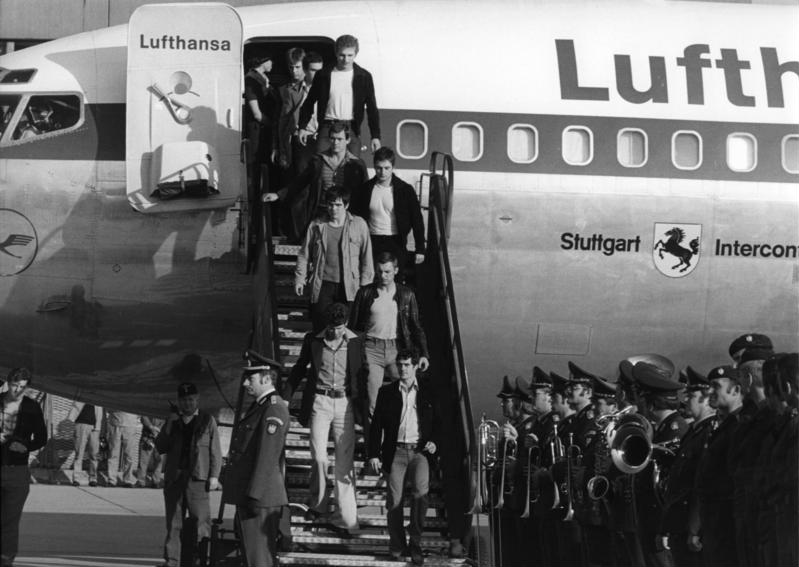
ハイジャックされたルフトハンザ航空ボーイング737-200型機「ランツフート号」へ突入し乗客を解放したGSG-9隊員が、モガディシュからケルン・ボン空港に帰還する

モガディシュでの人質解放の直後、シュトゥットガルトの刑務所ではハイジャック失敗の報を受けたRAFメンバーの内3人が、ロープで首を吊ったり拳銃を使うなどして自殺した。さらにこのメンバー自殺の報を受け、誘拐されていたシュライヤーもRAFメンバーに殺され、10月19日にフランスで乗り捨てられた車のトランクから遺体で発見された。
このハイジャック事件後、西ドイツ政府は今後テロリストとの取引を行わないことを発表した。シュライヤーを救出することはできず見殺しとなったものの、当時の首相ヘルムート・シュミットはこの突入事件の決断で高く評価された。またH&K MP5（短機関銃）および閃光弾が世界で初めて突入時に使用された事件であり、対テロ部隊GSG-9やこれらの装備の上げた成果は世界の特殊部隊に影響を与えた。アメリカ陸軍のデルタフォース、日本の警察の特殊急襲部隊（SAT）などは、テロ対策・ハイジャック対策を模索中だった各国がモガディシュ事件を教訓として設立したものである。
ランツフート号（ボーイング737-230C型、airframe 20254-230、機体記号 D-ABCE ）はバイエルン州の都市ランツフートにちなんで名付けられていた。1985年、ルフトハンザはこの機体を売却し、その後はブラジルのフォルタレザを拠点とするTAF航空が運用していた（機体記号 PT-MTB）が、その後用途廃棄されフォルタレザ空港脇に保管されていた。2017年9月23日にフォルタレザ空港で機体を分解し、胴体をAn-124で、主翼をIl-76でドイツ南部・フリードリヒスハーフェン空港へ空輸。ランツフート号は機体を整備復元した後、フリードリヒスハーフェン空港に隣接するドルニエ博物館で展示することとなった。